# Chiesa moschea di Vefa
La chiesa moschea di Vefa (in turco Vefa Kilise Camii, anche conosciuta come Molla Gürâni Camii, dal nome del suo fondatore) è una ex-chiesa ortodossa trasformata in moschea dagli Ottomani. La chiesa era dedicata probabilmente ad Hagios Theodoros (in italiano: san Teodoro, in greco Ἁγίος Θεοδόρος τά Καρβουνάρια?), ma questa attribuzione è tutt'altro che certa. Il complesso rappresenta uno degli esempi più importanti dell'architettura comnena e paleologa di Costantinopoli giunti sino a noi.

## Posizione
L'edificio si trova ad Istanbul, nel distretto di Fatih (corrispondente alla città murata), nel pittoresco quartiere di Vefa, a meno di un chilometro a nord-ovest dall'altro grande edificio bizantino di Vefa (la moschea di Kalenderhane), e a poche centinaia di metri a sud della moschea di Solimano.

## Storia

### Periodo bizantino

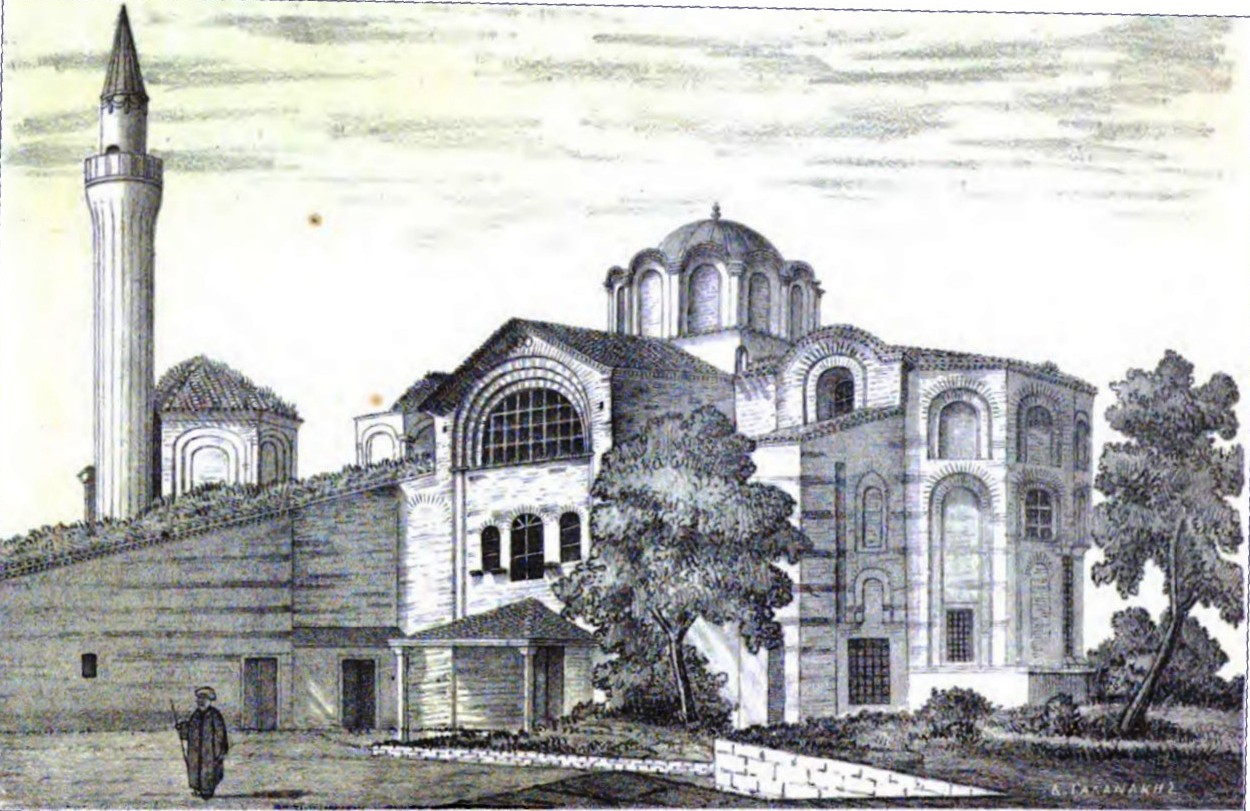
La moschea vista da sud-est nel 1877 in un disegno di Alexandros Paspates (Studi topografici bizantini)

L'origine dell'edificio, che è situato sul pendio settentrionale della terza collina di Costantinopoli, è oscura. La dedica a san Teodoro poggia sull'identificazione della zona circostante con il quartiere bizantino chiamato ta Karbounària ("mercato del carbone"), ma questo non è sicuro. Sul sito sono stati trovati resti di un edificio del V secolo, e la presenza nella costruzione di diversi materiali di spoglio risalenti sino al VI secolo avvalora l'ipotesi che l'edificio esistente sia una ricostruzione di una chiesa più antica. A giudicare dalla muratura, esso fu eretto nel X o nell'XI secolo. La dedica ad Hagios Theodoros è tutt'altro che certa. Durante la dominazione latina a Costantinopoli dopo la quarta crociata l'edificio venne utilizzato come chiesa cattolica romana. Nel corso della prima metà del XIV secolo un parekklesion venne costruito di fianco alla chiesa.

### Periodo ottomano
Poco dopo la conquista di Costantinopoli da parte degli Ottomani, la chiesa fu convertita in moschea dal famoso religioso curdo mullā Gurani, il quale fu tutore del sultano Mehmed II e, dopo la Conquista, Şeyhülislam e primo Muftī di Istanbul. La moschea porta anche il suo nome. Nel XIX secolo la moschea venne gravemente danneggiata, forse dall'incendio che nel 1833 devastò il quartiere circostante. Nel 1848 il complesso venne restaurato: in quell'occasione i mosaici che ornavano l'edificio furono in gran parte distrutti. È anche possibile che proprio durante il restauro venisse demolito il parekklesion e che le quattro colonne al centro della chiesa fossero sostituite con pilastri. Nel 1937 l'edificio subì di nuovo un restauro parziale, durante il quale i mosaici superstiti vennero scoperti e puliti. Un altro restauro iniziato nel 2017 finì nel 2021.

## Architettura e decorazione

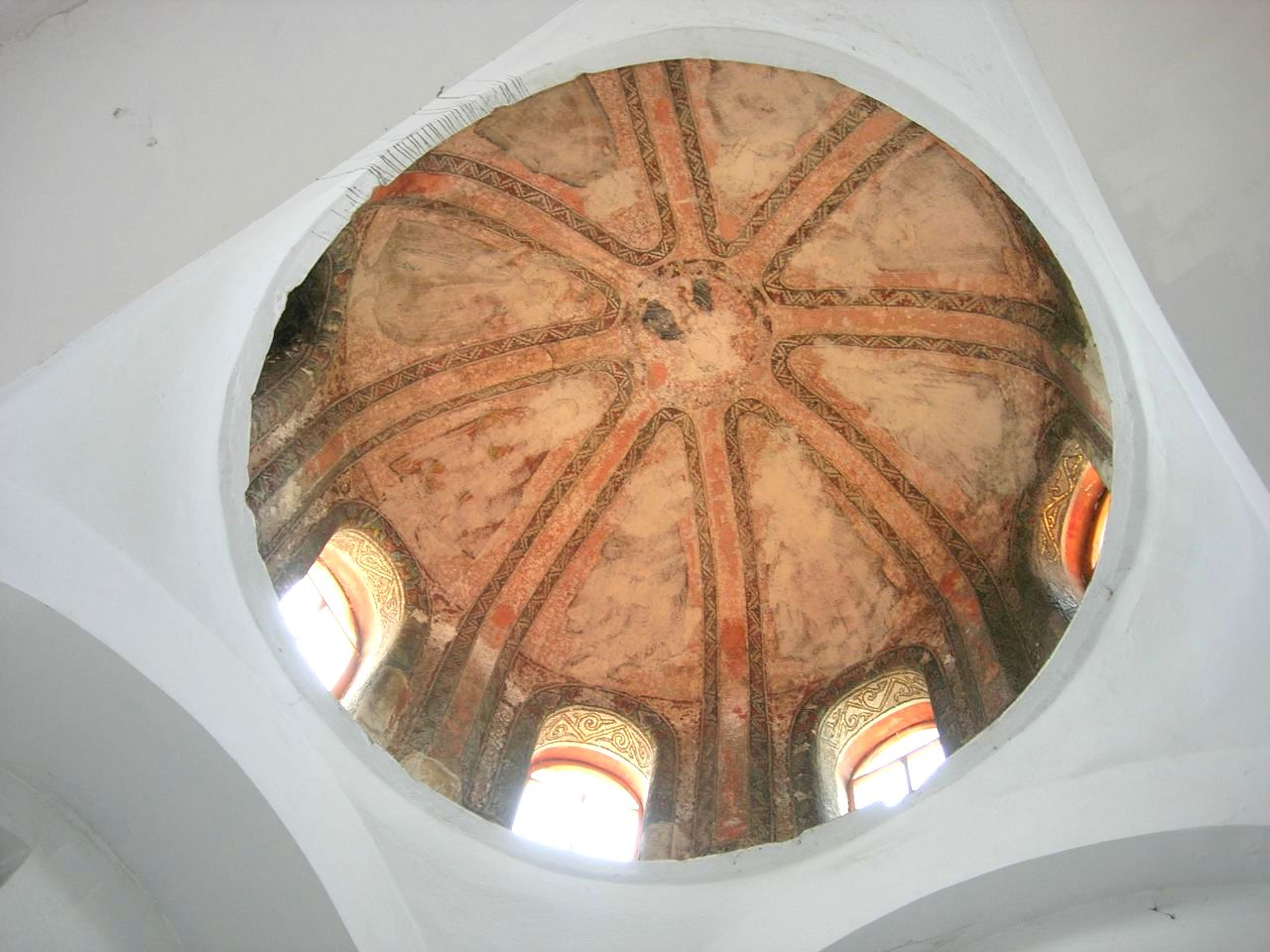
La cupola sud dell'esonartece con i mosaici parzialmente scialbati nel 2007

La chiesa propria, che non è mai stata studiata in modo sistematico, ha una pianta a croce inscritta (o quinconce), con lati di nove metri di lunghezza. Insieme alla moschea Eski Imaret, essa costituisce un esempio dello stile Comneno a Costantinopoli. La muratura è composta da mattoni posti in opera adottando la tecnica del "mattone ad incasso", tipica dell'architettura bizantina del periodo centrale. In questa tecnica, file di mattoni immersi alternatamente in un letto di malta sono montate dietro la linea del muro. A causa di ciò, lo spessore degli strati di malta è circa tre volte superiore a quello degli strati di mattoni.
L'edificio ha arcate cieche, mentre l'abside presenta una tripla finestra archiacuta sovrastata da nicchie. La luce penetra nelle braccia della croce attraverso arcate triple. L'esterno della chiesa principale ha occasionali motivi decorativi, fra gli altri a forma di serpente.
Oltre all'edificio principale, il complesso contiene anche un esonartece posto ad ovest, un portico (che unisce il parekklesion con il bema) a colonne ed archi a sud e, infine, un corridoio a nord.

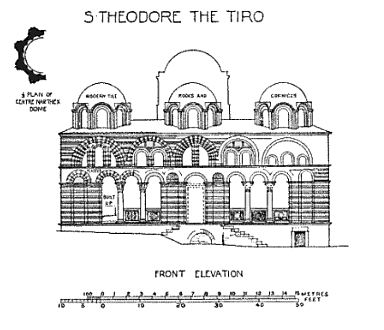
La facciata dell'esonartece in un disegno di Alexander van Millingen (Byzantine churches of Constantinople, 1912)

L'esonartece rappresenta uno degli esempi più tipici dell'architettura paleologa di Costantinopoli, insieme al parekklesion della Pammakaristos, alla chiesa di San Salvatore in Chora, e alla moschea Fethiye. La data della sua edificazione è considerata posteriore a quelle dei parekklesia delle chiese della Pammakaristos e di Chora. La facciata è divisa in due ordini, entrambi aperti da arcate. In quello inferiore ci sono nicchie angolari seguite da arcate triple. L'ordine superiore è molto diverso da quello inferiore, e ha cinque arcate cieche a tutto sesto che incorniciano finestre. La muratura è realizzata da fasce colorate alternate di mattone e pietra, particolarmente visibili sul lato nord. Nel complesso, l'esecuzione è meno raffinata rispetto al parekklesion della Moschea Fethiye.
Il nartece è sormontato da tre cupole. Quelle laterali sono del tipo ad ombrello, mentre quella centrale è innervata da costoloni. La decorazione interna del nartece comprende colonne, capitelli e lastre scolpite, tutti elementi ricavati da materiali di spoglio del primo periodo bizantino. L'interno delle tre cupole era in origine ricoperto da mosaici. Quelli della cupola meridionale, rappresentanti dei profeti intorno alla Theotokos, e quello della cupola centrale, rappresentante due funzionari imperiali e profeti, furono messi in luce e puliti nel 1937 sotto la direzione di M. I. Nomides e del Ministero delle Moschee, ma nel 2007 erano scomparsi (forse perché scialbati) quasi del tutto. L'intonaco della chiesa propria, al contrario, sino ad ora non è mai stato rimosso.
Due cisterne sotterranee piuttosto grandi poste rispettivamente a sud ed ovest della chiesa fanno ipotizzare l'esistenza nelle vicinanze di un monastero durante il periodo bizantino.